# Driulis González
Driulis González Morales (ur. 21 września 1973 w Guantánamo) – kubańska judoczka. Wielokrotna medalistka olimpijska.
Walczyła w kategorii lekkiej (do 56, a następnie 57 kg) i półśredniej (do 63 kg). Brała udział w pięciu igrzyskach (IO 92, IO 96, IO 00, IO 04, IO 08), na czterech zdobywała medale. Największy sukces odniosła na igrzyskach w 1996, zwyciężając w wadze do 56 kg. Cztery lata później sięgnęła po srebro, w 1992 i 2004 była brązową medalistką. Była mistrzynią świata (1995 i 1999 – waga lekka, 2007 – półśrednia) oraz srebrną (1997 – waga lekka, 2003 – półśrednia) i brązową (1993 – waga lekka, 2005 – półśrednia) medalistką tej imprezy. Trzykrotnie zwyciężała w igrzyskach panamerykańskich (1995, 2003, 2007). Startowała w Pucharze Świata w latach 1992, 1993, 1995–2000, 2003 i 2004.